# 关系演算
关系演算包括元组关系演算和域关系演算，是数据库的关系模型的一部分，提供了查询数据库的声明性方式。关系演算与关系模型中的关系代数相反，因为关系代数提供的是查询数据库的过程性方式。
关系代数和关系演算是逻辑等价的：对于任何代数表达式，都有一个等价的演算表达式，反之亦然。